# Generál Butt Naked
Joshua Milton Blahyi (* 30. září 1971), lépe známý pod svým válečným jménem (de guerre name) General Butt Naked, je bývalým vůdcem za liberijského warlorda Roosevelta Johnsona v první liberijské občanské válce. Byl znám svými krutými, neúprosnými, násilnými a výstřednými činy z 1. poloviny 90. let, včetně vraždění dětí, lidských obětí a kanibalismu (pojídání srdcí nevinných dětí). Původně byl kmenovým knězem, ale v roce 1997, po skončení liberijské války konvertoval na křesťanství a stal se kazatelem, s tím, že vyjádřil lítost nad svými činy. V současnosti je prezidentem společnosti End Time Train Evangelistic Ministries Inc..

### Audiovizuální dokumenty
- True Stories: The Redemption of General Butt Naked